# Простаки за кордоном, або Шлях нових паломників
«Простаки за кордоном, або Шлях нових паломників» (англ. The Innocents Abroad, or The New Pilgrims’ Progress ) – книга американського письменника Марка Твена, опублікована видавництвом American Publishing Company у 1869 році. 

## Історія створення
У 1867 році Марк Твен взяв участь у подорожі на пароплаві «Квакер-Сіті» як кореспондент видання «Альта Каліфорнія».  Листи, написані ним під час подорожі, в подальшому були взяті за основу книги. 
Сам автор охарактеризував мандрівку, як «Веселу подорож до Європи і Святої землі на пароплаві «Квакер-Сіті».

## Сюжет
Події, викладені в книзі, відбуваються у 1867 році. Автор, від імені якого ведеться розповідь, разом із іншими пасажирами, відправляється у подорож, маршрут якої пролягає від Нью-Йорку до Святої Землі.
Перша зупинка мандрівників – Азорські острови. Далі – повз Гібралтар пароплав рушив до Марселя. Під час зупинки у Марселі, бажаючі мали змогу здійснити сухопутну подорож Францією для відвідування Паризької виставки. 
Після цього шлях йшов до Італії з відвідуванням Мілану, Флоренції, Риму, Пізи, Венеції.
В подальшому мандрівники відвідали Грецію, Туреччину, Російську імперію, Святу землю та Єгипет, після чого повернулися до Нью-Йорку.
Під час подорожі автор спостерігає місцеві звичаї, з почуттям гумору надає влучні характеристики побаченому, іноді руйнуючи усталені стереотипи.

## Цікаві факти
В книзі Марк Твен розповідає про свої враження від Одеси, яка на той час входила до складу Російської імперії: «Одеса – відкритий порт та найбільший у Європі хлібний ринок… На вигляд Одеса точнісінько – американське місто: широкі вулиці, та ще й прямі, невисокі будинки…просторі, охайні, без жодних химерних прикрас…». 

## Екранізації
У 1983 році за мотивами книги режисером Лучано Сальче був знятий однойменний телефільм.